# Municipio de Delran
El municipio de Delran (en inglés: Delran Township) es un municipio ubicado en el condado de Burlington en el estado estadounidense de Nueva Jersey. En el año 2010 tenía una población de 898,72 habitantes y una densidad poblacional de 7,12 personas por km².

## Geografía
El municipio de Delran se encuentra ubicado en las coordenadas 40°0′57″N 74°57′23″O / 40.01583, -74.95639.

## Demografía
Según la Oficina del Censo en 2000 los ingresos medios por hogar en el municipio eran de $58,526 y los ingresos medios por familia eran $67,895. Los hombres tenían unos ingresos medios de $46,496 frente a los $31,024 para las mujeres. La renta per cápita para la localidad era de $25,312. Alrededor del 4.1% de la población estaba por debajo del umbral de pobreza.